# Dorsal de Mendeléyev
La dorsal de Mendeléyev (en ruso: еребет Менделеева) es una amplia cresta del océano Ártico que va desde la zona del mar de Siberia Oriental en la plataforma siberiana hasta las zonas centrales del océano. Está situada entre las islas de Wrangel y Ellesmere. Tiene una longitud de cerca de 1.500 km, una anchura de 900 km y una altura de unos 3-4 km. Está unida a la dorsal Alfa de la cuenca Amerasiática. Su nombre hace honor al químico ruso Dmitri Mendeléyev, autor de la primera tabla periódica.

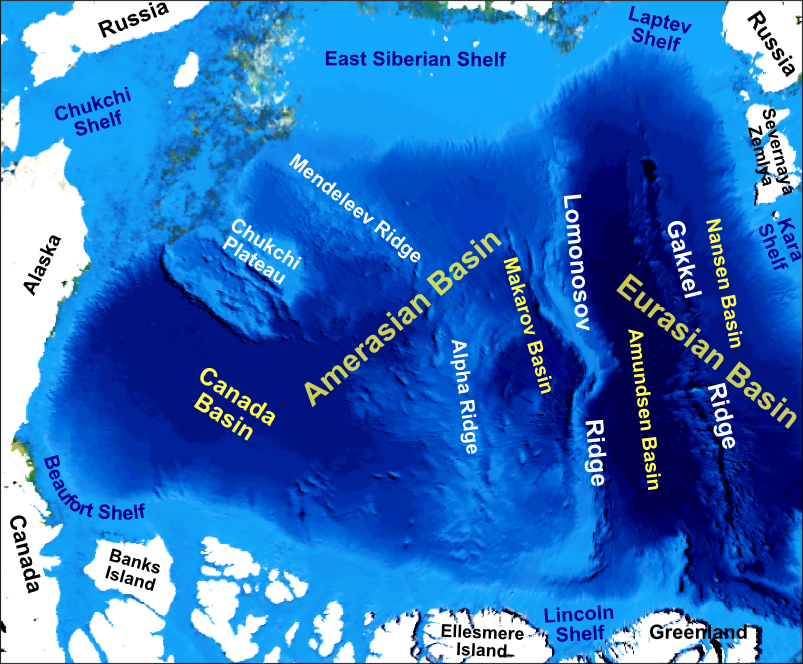
Situación

Esta dorsal fue descubierta en 1948 por expediciones soviéticas de alta latitud y el nombre fue aprobado por el subcomité de nombres geográficos y nomenclatura del fondo oceánico (SCGN, ahora SCUFN) en abril de 1987. El origen de la cresta todavía está impugnado debido a datos limitados, y no está claro si es una característica oceánica o continental y si su origen está asociado con la dorsal alfa.
Es fundamental en la reivindicación rusa del polo norte. El territorio reclamado por Rusia en la presentación es una gran parte del océano Ártico, incluido el Polo norte. Uno de los argumentos fue que la dorsal de Lomonósov y la dorsal de Mendeléyev son extensiones del continente euroasiático. En 2002 la Comisión de las Naciones Unidas ni rechazó ni aceptó la propuesta rusa, recomendando investigaciones adicionales.